# قراقلبقيون
القَرَاقَلْبَقِيّون وهم مجموعة عرقية تركية تعيش حياة بدائية في إقليم قراقلبقستان في شمال غرب أوزبكستان بين نهر ودلتا جيحون وبحيرة آرال ويبلغ عددهم في العالم حوالي 620 ألف نسمة ويتواجدون أيضاً في كازاخستان وتركمانستان ويتحدثون باللغة القراقلبقية وهي من عائلة اللغات القبجاقية مع اللغتين القازاقية واللغة النوقائية، معنى اسمهم العرقي هو أصحاب القبعات السود باللغة الأوزبكية، لهم إقليم ذاتي في أوزبكستان وهو إقليم قراقلبقستان والذي تعتبر مدينة نكوص عاصمته حيث يتواجدون في تلك المنطقة منذ القرن الثامن عشر، يدين غالبية القراقلبقيين بالإسلام السني مع وجود قليل للصوفيين والشيعة بينهم.

## التسمية
باللغة الأوزبكية (قراقلبقلر) مكونة من ثلاثة مقاطع، وهي: (قرا) تعني «لون أسود»، و (قلبق) تعني «قبعة»، و (لر) هي علامة الجمع، فيصبح معنى الاسم «أصحاب القبعات السوداء».